# Ajdin Hasić
Ajdin Hasić, né le 7 octobre 2001 à Banovići en Bosnie-Herzégovine, est un footballeur international bosnien qui évolue au poste d'ailier droit au KS Cracovie.

## Biographie

### En club

#### Dinamo Zagreb , Beşiktaş JK  et prêt au Ümraniyespor
Né à Banovići en Bosnie-Herzégovine, Ajdin Hasić est formé au Dinamo Zagreb avant de rejoindre le Beşiktas JK. Il est prêté dans la foulée à Ümraniyespor.
Il joue son premier match avec Beşiktaş le 13 septembre 2020, lors d'une rencontre de championnat face à Trabzonspor. Il est titularisé et son équipe s'impose par trois buts à un. En mars 2021 il se blesse, victime d'une rupture du ligament croisé, et son absence est estimée plusieurs mois. Ajdin Hasić est sacré Champion de Turquie en 2020-21.

##### 2ème prêt à Ümraniyespor (2022)
Le 26 janvier 2022, Hasić est de nouveau prêté au club d'Ümraniyespor, jusqu'à la fin de la saison 2021-2022.

##### Prêt au Göztepe SK (2022-2023)
En 2022, le Beşiktaş JK le prête au Göztepe SK.

##### FK Sarajevo
Le 19 août 2023, Ajdin Hasić rejoint le FK Sarajevo sous la forme d'un prêt d'une saison sans option d'achat.

### En sélection nationale
Il est sélectionné avec l'équipe de Bosnie-Herzégovine des moins de 17 ans pour participer au championnat d'Europe des moins de 17 ans en 2018. Titulaire lors de ce tournoi, il officie également comme capitaine de sa sélection. Il se fait remarquer dès le premier match, le 5 mai contre le Danemark en délivrant trois passes décisives, contribuant ainsi à la victoire des siens (2-3).
Ajdin Hasić joue son premier match avec l'équipe de Bosnie-Herzégovine espoirs le 13 octobre 2020, lors d'un match face à l'Allemagne. Il est titularisé puis remplacé par Đani Salčin et la Bosnie s'incline par un but à zéro ce jour-là.

## Palmarès
Beşiktas JK
- Championnat de Turquie (1) :
  - Champion : 2020-21.